# محلية أبو جبيه
محلية أبو جبيه إحدى محليات ولاية جنوب كردفان، السودان.